# Fire (Lacuna Coil)
Fire è un singolo del gruppo musicale italiano Lacuna Coil, pubblicato nel 2012 ed estratto dal loro sesto album Dark Adrenaline.

## Tracce
- Download digitale[1]

1. Fire - 2:55
2. Dark Adrenaline - 3:19